# Coppa d'Asia 1992
La Coppa d'Asia 1992 è stata la decima edizione della Coppa d'Asia. La fase finale si è disputata fra il 29 ottobre e l'8 novembre in Giappone.
Giappone e Arabia Saudita, le due squadre qualificate alla competizione di diritto in qualità rispettivamente di paese ospitante e detentrice del titolo, si affrontarono nella finale che vide la vittoria dei padroni di casa.

## Le squadre qualificate
| Giappone            |
| Arabia Saudita      |
| Cina                |
| Corea del Nord      |
| Emirati Arabi Uniti |
| Iran                |
| Qatar               |
| Thailandia          |

## Gli stadi
L'intera manifestazione si è svolta nella Prefettura di Hiroshima.
- Big Arch Stadium (Asaminami-ku, Hiroshima)
- Bingo Athletic Stadium (Onomichi, Hiroshima)
- Hiroshima Stadium (Nishi-ku, Hiroshima)

## Risultati

### Gruppo A
| Squadra             | Pts | G | V | N | P | GF | GS | DR |
| ------------------- | --- | - | - | - | - | -- | -- | -- |
| Giappone            | 4   | 3 | 1 | 2 | 0 | 2  | 1  | +1 |
| Emirati Arabi Uniti | 4   | 3 | 1 | 2 | 0 | 2  | 1  | +1 |
| Iran                | 3   | 3 | 1 | 1 | 1 | 2  | 1  | +1 |
| Corea del Nord      | 1   | 3 | 0 | 1 | 2 | 2  | 5  | -3 |

30 ottobre 1992
| Iran                     | 2 - 0 | Corea del Nord      | Bingo Sports Park |
| 30' Pious 80' Ghayeghran |       |                     |                   |
| Giappone                 | 0 - 0 | Emirati Arabi Uniti | Bingo Sports Park |
|                          |       |                     |                   |

1º novembre 1992
| Iran         | 0 - 0 | Emirati Arabi Uniti | Bingo Sports Park |
|              |       |                     |                   |
| Giappone     | 1 - 1 | Corea del Nord      | Big Arch Stadium  |
| 80' Nakayama |       | 29' Kim Kwangmin    |                   |

3 novembre 1992
| Emirati Arabi Uniti          | 2 - 1 | Corea del Nord   | Big Arch Stadium |
| 81' Mubarak 85' Bakhit Bilal |       | 69' Kim Kwangmin |                  |
| Giappone                     | 1 - 0 | Iran             | Big Arch Stadium |
| 85' Miura                    |       |                  |                  |

### Gruppo B
| Squadra        | Pts | G | V | N | P | GF | GS | DR |
| -------------- | --- | - | - | - | - | -- | -- | -- |
| Arabia Saudita | 4   | 3 | 1 | 2 | 0 | 6  | 2  | +4 |
| Cina           | 4   | 3 | 1 | 2 | 0 | 3  | 2  | +1 |
| Qatar          | 2   | 3 | 0 | 2 | 1 | 3  | 4  | -1 |
| Thailandia     | 2   | 3 | 0 | 2 | 1 | 1  | 5  | -4 |

29 ottobre 1992
| Arabia Saudita | 1 - 1 | Cina                    | Big Arch Stadium |
| 17' Al-Thunyan |       | 41' Li Bang             |                  |
| Qatar          | 1 - 1 | Thailandia              | Big Arch Stadium |
| 17' Soufi      |       | 42' Thanis Areesngarkul |                  |

31 ottobre 1992
| Arabia Saudita  | 1 - 1 | Qatar         | Hiroshima Stadium |
| 86' Al-Muwallid |       | 74' Noorallah |                   |
| Cina            | 0 - 0 | Thailandia    | Hiroshima Stadium |
|                 |       |               |                   |

2 novembre 1992
| Arabia Saudita                                         | 4 - 0 | Thailandia     | Bingo Sports Park |
| 4' Al-Owairan 19' Al-Bishi 64' Al-Thunyan 72' Al-Bishi |       |                |                   |
| Cina                                                   | 2 - 1 | Qatar          | Bingo Sports Park |
| 44' Peng Weiguo 58' Peng Weiguo                        |       | 20' Al-Sulaiti |                   |

### Fase a eliminazione diretta

#### Semifinali
| Venerdì 6 novembre 1992 | Giappone                             | 3 – 2 | Cina                     | Hiroshima Stadium Arbitro:Hussein Khoshkhan (Iran) |
| Venerdì 6 novembre 1992 | 48' Fukuda 57' Kitazawa 84' Nakayama |       | 1' Yuxin Xie 70' Xiao Li | Hiroshima Stadium Arbitro:Hussein Khoshkhan (Iran) |

| Venerdì 6 novembre 1992 | Arabia Saudita              | 2 – 0 | Emirati Arabi Uniti | Hiroshima Stadium Arbitro:Rasheed Al-Jassas (Kuwait) |
| Venerdì 6 novembre 1992 | 67' Al-Owairan 80' Al-Bishi |       |                     | Hiroshima Stadium Arbitro:Rasheed Al-Jassas (Kuwait) |

#### Finale 3º posto
| Sabato 7 novembre 1992 | Cina            | 4 – 3 d.c.r. | Emirati Arabi Uniti | Big Arch Stadium Arbitro:Jouini Neji (Tunisia) |
| Sabato 7 novembre 1992 | 15' Hao Haidong | (1 - 1)      | 10' Mubarak         | Big Arch Stadium Arbitro:Jouini Neji (Tunisia) |

#### Finale
| Domenica 8 novembre 1992 | Giappone  | 1 – 0 | Arabia Saudita | Big Arch Stadium Arbitro:Jamal Al-Sharif (Siria) |
| Domenica 8 novembre 1992 | 6' Takagi |       |                | Big Arch Stadium Arbitro:Jamal Al-Sharif (Siria) |

## Premi
| Vincitori Coppa d'Asia AFC 1992 |
| ------------------------------- |
| Giappone Primo titolo           |

| Miglior giocatore | Capocannoniere |
| ----------------- | -------------- |
| Takuya Takagi     | Fahad Al-Bishi |

## Marcatori
3 reti
- Fahad Al-Bishi

2 reti
- Peng Weiguo
- Masashi Nakayama
- Kim Kwangmin
- Saeed Owairan
- Yousef Ibrahim Al-Thunyan
- Khalid Ismail Mubarak

1 rete
- Xie Yuxin
- Li Bang
- Li Xiao
- Hao Haidong
- Sirous Ghayeghran
- Farshad Pious
- Kazuyoshi Miura
- Masahiro Fukuda
- Tsuyoshi Kitazawa
- Takuya Takagi
- Mubarak Mustafa Noorallah
- Khalifa Khamis Al-Sulaiti
- Mahmoud Yasin Soufi
- Khalid Mossaed Al-Muwallid
- Thanis Areesngarkul
- Zuhair Bakhit Bilal

## Reti per squadra
8 reti
- Arabia Saudita

6 reti
- Cina
- Giappone

3 reti
- Qatar
- Emirati Arabi Uniti

2 reti
- Iran
- Corea del Nord

1 rete
- Thailandia